# Orangegrauer Haarbüschelspanner
Der Orangegraue Haarbüschelspanner (Eulithis pyropata, Syn.: Lygris pyropata), auch als Johannisbeer-Haarbüschelspanner bezeichnet, ist ein Schmetterling (Nachtfalter) aus der Familie der Spanner (Geometridae). Der Artname leitet sich von dem griechischen Wort πυρωπός mit der Bedeutung „mit feurigem Auge“ ab und bezieht sich auf die lebhafte Färbung der Vorderflügeloberseite.

## Merkmale

### Falter
Die Falter erreichen eine Flügelspannweite von 27 bis 34 Millimetern. Die Vorderflügeloberseite ist in der Basalregion sowie im Mittelfeld dunkelgrau und von weißlichen Querlinien begrenzt, die am Vorderrand besonders kräftig ausgebildet sind.  Zwischen den dunkelgrauen Bereichen hebt sich eine orangebraune Querbinde ab. Ein ebenfalls orangebrauner Bereich befindet sich am Vorderrand in der Nähe des Apex. Das Saumfeld ist weißgrau gefärbt. Die Hinterflügeloberseite ist weißlich und mit einer dunklen Querlinie sowie einem breiten grauen Saumband versehen.

### Präimaginalstadien
Das Ei hat eine ovale Form, ist zunächst rosa grau gefärbt und verfärbt sich dunkel, kurz bevor die Raupen schlüpfen. Die Oberfläche ist wabenförmig und mit kleinsten Körnchen besetzt. Die Mikropylrosette ist neun- bis zwölfstrahlig.
Erwachsene Raupen sind sehr schlank, haben eine helle grünliche bis bräunliche Färbung und sind an den Flanken zuweilen hell gefleckt. Die weißen Nebenrückenlinien sind sehr schmal. Am ersten Körpersegment hebt sich ein dunkelbrauner Kragen ab.
Die Puppe ist zunächst schmutzig hellgrün und zeigt eine schwache dunkle Marmorierung sowie eine dunkelgrüne Rückenlinie. Der Kremaster ist langgezogen und mit mehreren spiralig eingerollten Borsten versehen. Kurz vor dem Schlüpfen des Falters färben sich die Flügelscheiden dunkelbraun.

### Ähnliche Arten
Der Honiggelbe Haarbüschelspanner (Eulithis mellinata) sowie der Bräunlichgelbe Haarbüschelspanner (Eulithis testata) unterscheiden sich durch die überwiegend gelbliche Grundfarbe auf der Vorderflügeloberseite und die wesentlich kontrastärmere Zeichnung.

## Verbreitung und Vorkommen

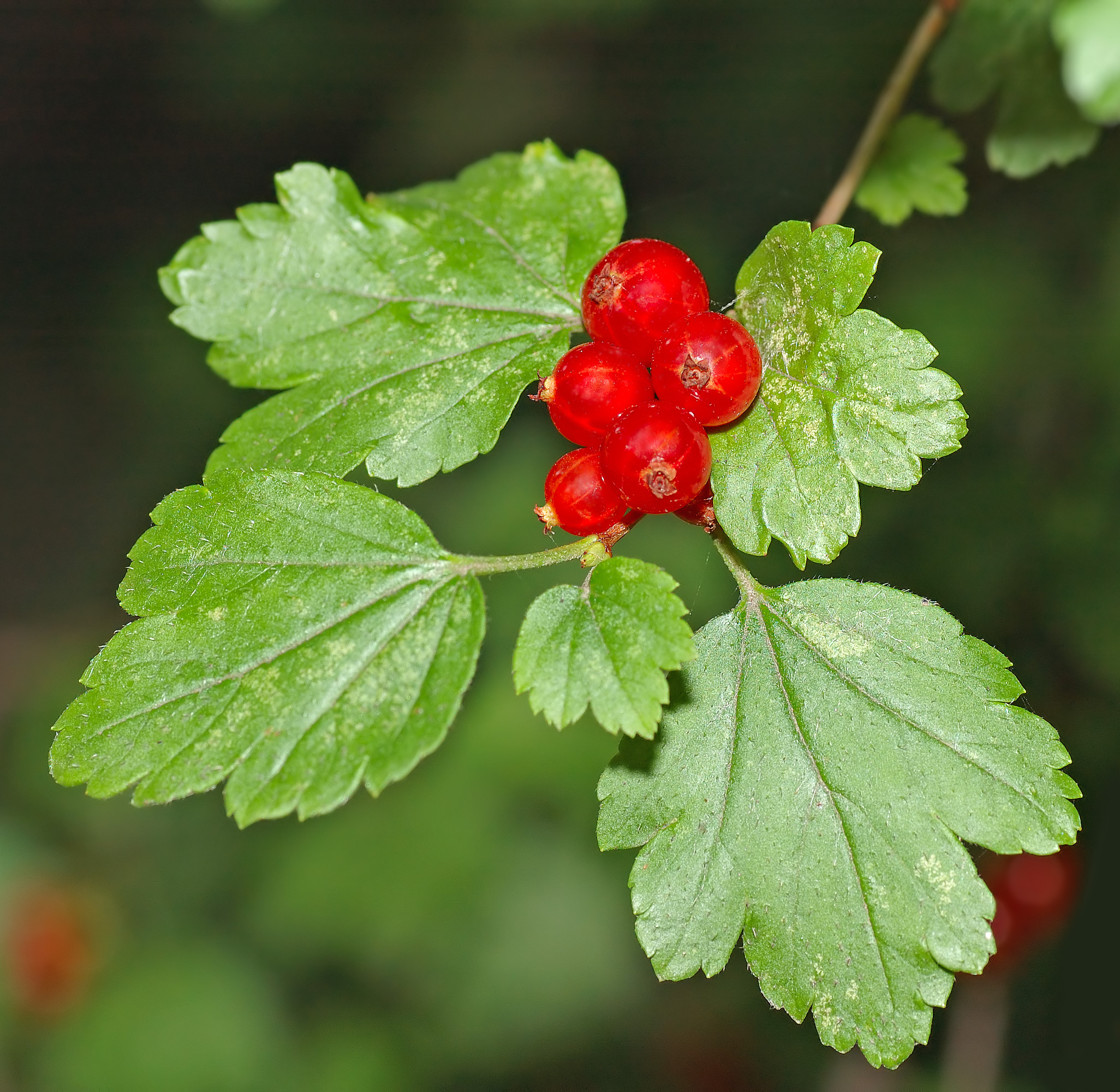
Alpen-Johannisbeere, eine Nahrungspflanze der Raupen

Das Verbreitungsareal des Orangegrauen Haarbüschelspanners erstreckt sich von Südfinnland ostwärts durch die Baltischen Staaten und den Nordosten Polens bis zum Ural sowie weiter durch Sibirien bis nach Japan, wo er durch die Unterart Eulithis pyropata elegans vertreten ist. Aus Deutschland sind ältere Nachweise aus Mecklenburg-Vorpommern und Brandenburg bekannt, die Art gilt inzwischen als verschollen.
Hauptlebensraum des Orangegrauen Haarbüschelspanners sind Misch-, Laub- und Feuchtwälder sowie Parkanlagen und Gärten. Er bewohnt Tiefland bis auf eine Höhe von 200 Metern über dem Meeresspiegel.

## Lebensweise
Die Falter sind univoltin und fliegen in den Monaten Juni bis September. Nachts besuchen sie künstliche Lichtquellen. In ihrer typischen Ruhestellung verharren die Falter mit parallel nach hinten neben den Rücken angelegten Fühlern und hochgekrümmtem Hinterleibsende. Die Raupen ernähren sich von den Blättern von Johannisbeerarten (Ribes), bevorzugt von Schwarzer Johannisbeere (Ribes nigrum) und Alpen-Johannisbeere (Ribes alpinum). Die Art überwintert als Ei.